# Атезан-Этруатфонтен
Атеза́н-Этруатфонте́н (фр. Athesans-Étroitefontaine) — коммуна во Франции, находится в регионе Франш-Конте. Департамент — Верхняя Сона. Входит в состав кантона Виллерсексель. Округ коммуны — Люр.
Код INSEE коммуны — 70031.

## География

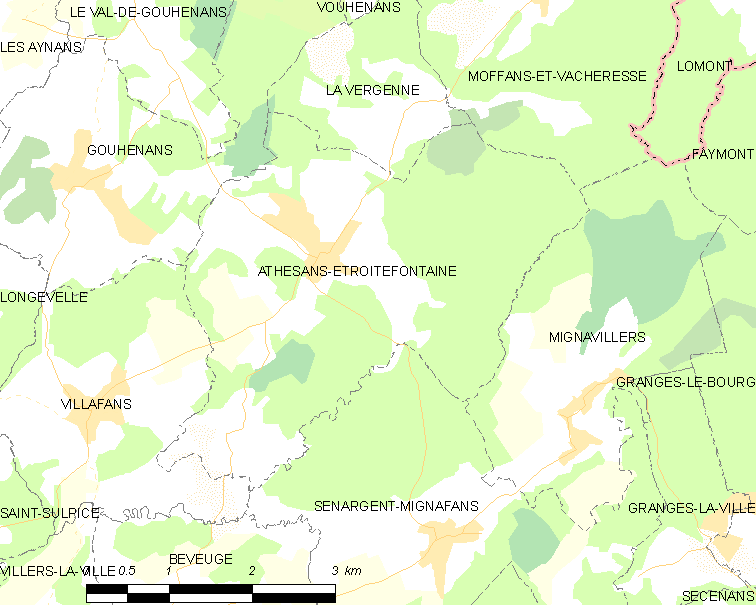
Карта коммуны

Коммуна расположена приблизительно в 340 км к юго-востоку от Парижа, в 55 км северо-восточнее Безансона, в 27 км к востоку от Везуля.
По территории коммуны протекает река Роньон.

### Климат
Климат мягкий полуконтинентальный.

## Население
Население коммуны на 2010 год составляло 662 человека.
| 1962 | 1968 | 1975 | 1982 | 1990 | 1999 | 2010 |
| ---- | ---- | ---- | ---- | ---- | ---- | ---- |
| 479  | 642  | 545  | 573  | 584  | 563  | 662  |

## Администрация
| Период | Период | Фамилия       | Партия | Примечания |
| ------ | ------ | ------------- | ------ | ---------- |
| 2001   | 2020   | Ален Биззотто |        |            |

## Экономика
В 2010 году среди 375 человек трудоспособного возраста (15—64 лет) 275 были экономически активными, 100 — неактивными (показатель активности — 73,3 %, в 1999 году было 69,3 %). Из 275 активных жителей работали 244 человека (132 мужчины и 112 женщин), безработных было 31 (20 мужчин и 11 женщин). Среди 100 неактивных 28 человек были учениками или студентами, 45 — пенсионерами, 27 были неактивными по другим причинам.

## Достопримечательности
- Старый металлургический завод. Был основан в середине XIX века на месте кузницы Св. Георгия, существовавшей с 1717 года.[4]